# Circus 2000 (album)
Circus 2000 è il primo album dei Circus 2000, pubblicato dalla Ri-Fi nel Novembre del 1970.

## Tracce
Brani composti da Bob Michaels e Vermar (Marinco Rigaldi)
Lato A
1. I Can't Believe – 2:25
2. Try to Live – 3:30
3. Must Walk Forever – 3:37
4. Sun Will Shine – 1:47
5. I Just Can't Stay – 2:30

Durata totale: 13:49
Lato B
1. I Am the Witch – 3:12
2. Magic Bean – 1:57
3. While You're Sleeping – 2:40
4. Try All Day – 2:27
5. The Lord, He Has No Hands – 3:32

Durata totale: 13:48
Edizione CD del 1999, pubblicato dalla Akarma Records (AK 1021)
1. I Can't Believe – 2:32 (B. Michaels, Vermar)
2. Try to Live – 3:38 (B. Michaels, Vermar)
3. Must Walk Forever – 3:50 (B. Michaels, Vermar)
4. Sun Will Shine – 1:52 (B. Michaels, Vermar)
5. I Just Can't Stay – 2:36 (B. Michaels, Vermar)
6. I Am the Witch – 3:20 (B. Michaels, Vermar)
7. Magic Bean – 2:02 (B. Michaels, Vermar)
8. While You're Sleeping – 2:46 (B. Michaels, Vermar)
9. Try All Day – 2:30 (B. Michaels, Vermar)
10. The Lord, He Has No Hands – 3:40 (B. Michaels, Vermar)
11. Io la strega – 3:18 (B. Michaels, Vermar) – Bonus Track
12. Pioggia sottile – 2:35 (B. Michaels, Vermar) – Bonus Track
13. Ho regalato i capelli – 5:00 (B. Michaels, Vermar) – Bonus Track
14. Regalami un sabato sera – 3:02 (Leo Chiosso, Gianni Ferrio) – Bonus Track

Durata totale: 42:41

## Musicisti
- Silvana Aliotta - voce, percussioni
- Marcello ''Spooky'' Quartarone - chitarra elettrica, chitarra acustica, voce
- Gianni Bianco - basso fender, voce
- Franco ''Dede'' Lo Previte - batteria[1]